# Soul Searching Sun
Soul Searching Sun è il terzo album della band hard rock di New York Life of Agony pubblicato nel 1997 dalla Roadrunner Records.

## Tracce
1. Hope – 4:03
2. Weeds – 4:08
3. Gently Sentimental – 3:20
4. Tangerine – 4:09
5. My Mind is Dangerous – 4:07
6. Neg – 3:47
7. Lead You Astray – 3:59
8. Heroin Dreams – 5:45
9. None – 3:44
10. Angry Tree – 3:59
11. Hemophiliac in Me – 3:37
12. Desire – 3:12
13. Whispers – 5:15

### Bonus track
Una edizione limitata di Soul Searching Sun contiene due tracce aggiuntive:
1. River Runs Red (Re-Zamped) - 3:28
2. Let's Pretend (Trippin') - 4:39
3. Tangerine (Re-Zep) - 3:28